# Next Level (film)
Pour plus de détails, voir Fiche technique et Distribution.
Next Level (The Call Up) est un film britannique de science-fiction réalisé par Charles Barker, sorti en 2016.

## Synopsis
Huit joueurs hauts classés sont invités à beta tester un nouveau jeu de tir à la première personne en réalité virtuelle.

## Fiche technique
- Titre : Next Level
- Titre original : The Call Up
- Réalisation : Charles Barker
- Scénario : Charles Barker
- Musique : Tom Raybould
- Photographie : John Lee
- Montage : Tommy Boulding
- Production : John Giwa-Amu et Matthew James Wilkinson
- Société de production : Red & Black Films et Stigma Films
- Société de distribution : Vertical Entertainment (États-Unis)
- Pays :  Royaume-Uni
- Format :
- Genre : Action, science-fiction et thriller
- Durée : 90 minutes
- Dates de sortie : 
  -  Royaume-Uni : 20 mai 2016
  -  États-Unis : 24 juin 2016

## Distribution
- Max Deacon : Carl Anderson (Soxx_1)
- Morfydd Clark : Shelly (Mustang67)
- Ali Cook : Edward (Da_Chief)
- Tom Benedict Knight : Marco (xxAtla5xx)
- Chris Obi : le sergent
- Boris Ler : Zahid (T3rrorist#1)
- Douggie McMeekin : Adam (Reap3r_2000)
- Adriana Randall : Taylor (SlayerGirl)
- Parker Sawyers : Andre (Str8_Shoot3r)
- Jaimi Barbakoff : Wanda (voix)

## Production
Le réalisateur s'est inspiré des séries Call of Duty et Medal of Honor.